# Régiment de Médoc
Le régiment de Médoc est un régiment d’infanterie du royaume de France créé en 1673.

## Création et différentes dénominations
- 28 novembre 1673[1] : levée du régiment de Navailles
- janvier 1679 : renommé régiment d’Hamilton
- 1685 : renommé régiment de Jarzé
- 22 mai 1691 : renommé régiment de Médoc, au nom de cette province
- 1749 : renforcé par incorporation du régiment de Dauphiné[2].
- 1er janvier 1791 : renommé 70e régiment d'infanterie de ligne

## Équipement

### Drapeaux
3 drapeaux, dont un blanc colonel, et 2 d’ordonnance « rouges & feuilles mortes par opposition, & croix blanches ».

Drapeaux d’Ordonnance
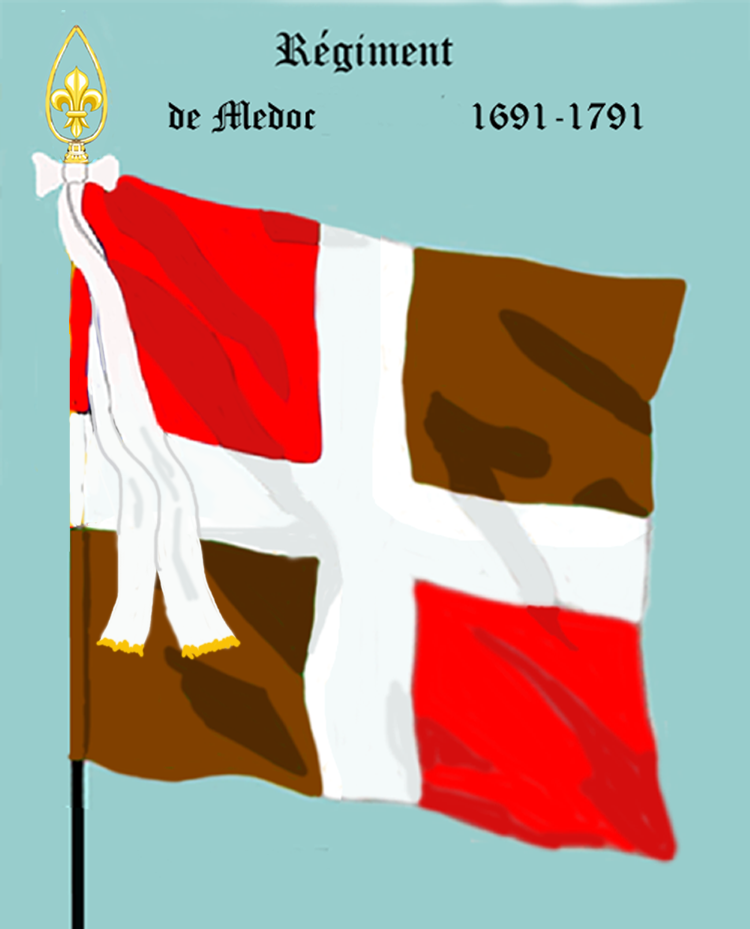
régiment de Médoc de 1691 à 1791

### Habillement

Uniformes
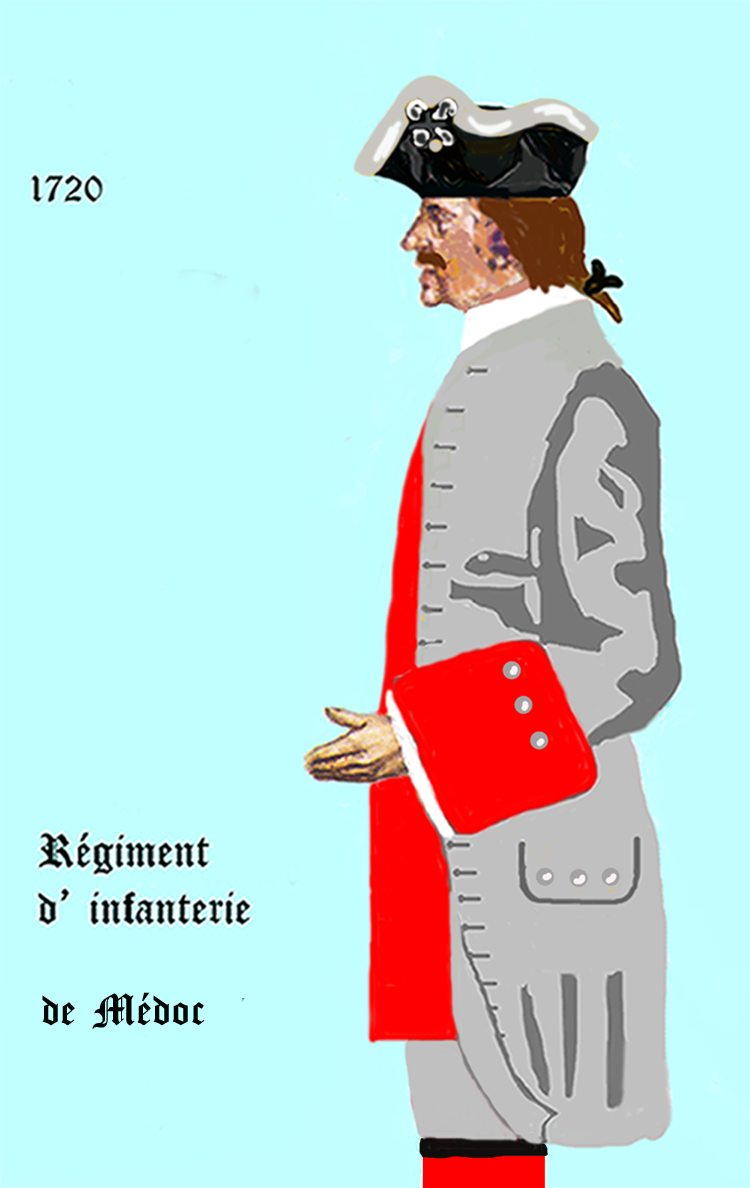
régiment de Médoc de 1720 à 1734
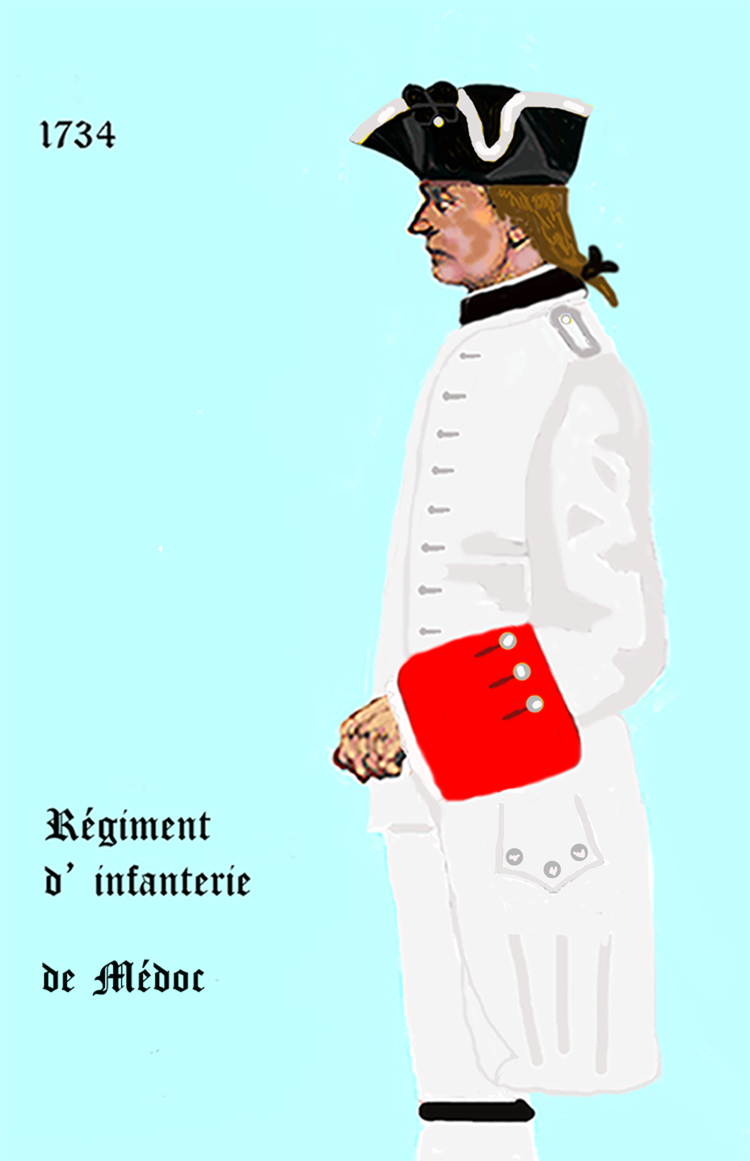
régiment de Médoc de 1734 à 1757
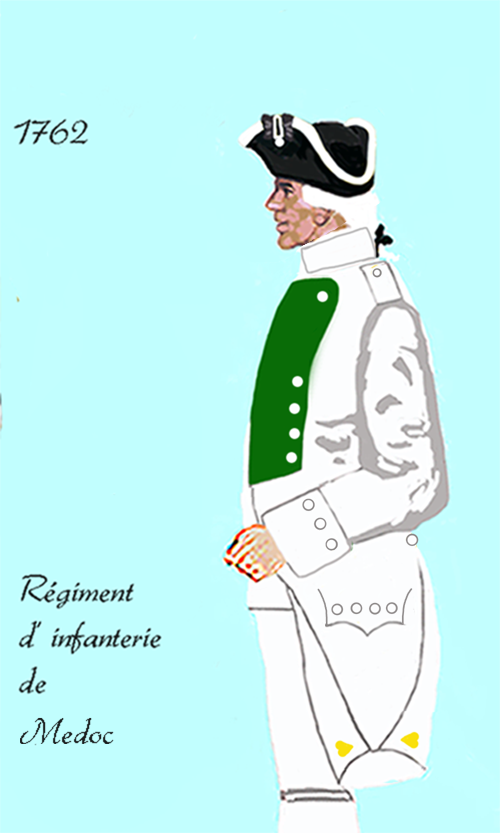
régiment de Médoc de 1762 à 1776

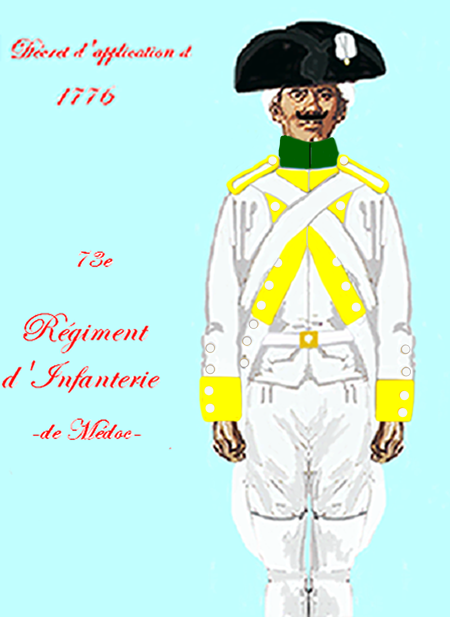
régiment de Médoc de 1776 à 1779
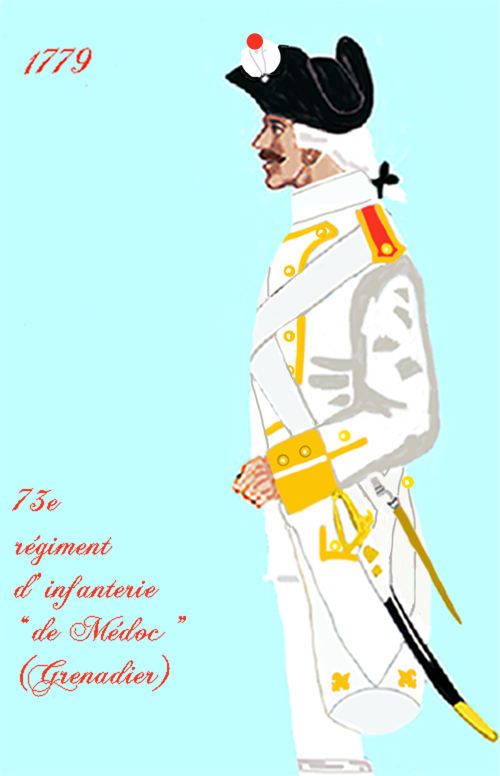
régiment de Médoc de 1779 à 1791
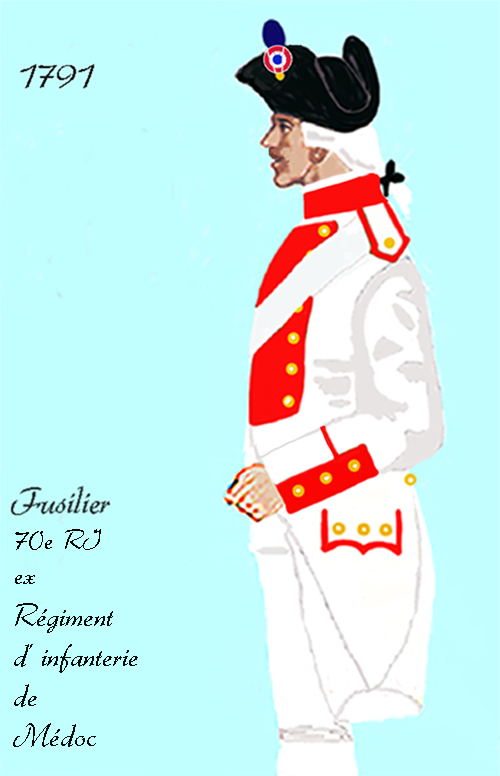
70e régiment d’infanterie de ligne de 1791 à 1792
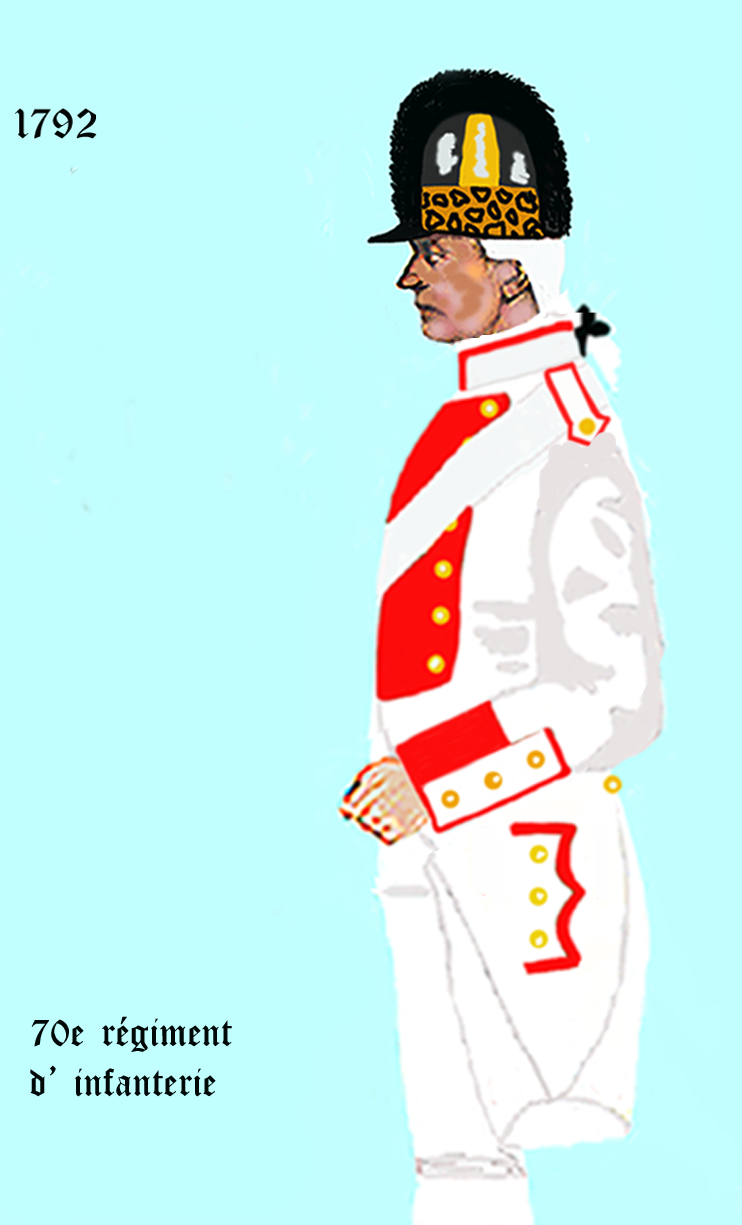
70e régiment d’infanterie de ligne après 1792

## Historique

### Colonels et mestres de camp
- 19 février 1674 : Philippe de Montaut-Besnac, marquis de Navailles, brigadier le 2 août 1678, † 1er janvier 1679
- janvier 1679 : Hamilton
- 1685 : Marie Urbain René du Plessis, marquis de Jarzé
- 23 mai 1691 : Isaac Charles de La Rochefoucaud, comte de Montendre, brigadier le 29 janvier 1702, † 15 août 1702
- 1er mars 1702 : Jérôme, comte de Chamillard
- 11 janvier 1705 : Nicolas Gabriel de Gilbert de Voisins, marquis de Villennes, brigadier le 1er février 1719
- 25 janvier 1720 : Charles Emmanuel de Crussol, âgé de 13 ans, plus tard duc d’Uzès[4]
- 10 mars 1739 : Hyacinthe Gaëtan, comte de Lannion, déclaré brigadier le 1er décembre 1745 par brevet expédié le 1er mai, déclaré maréchal de camp en décembre 1748 par brevet du 10 mai, lieutenant général le 17 décembre 1759

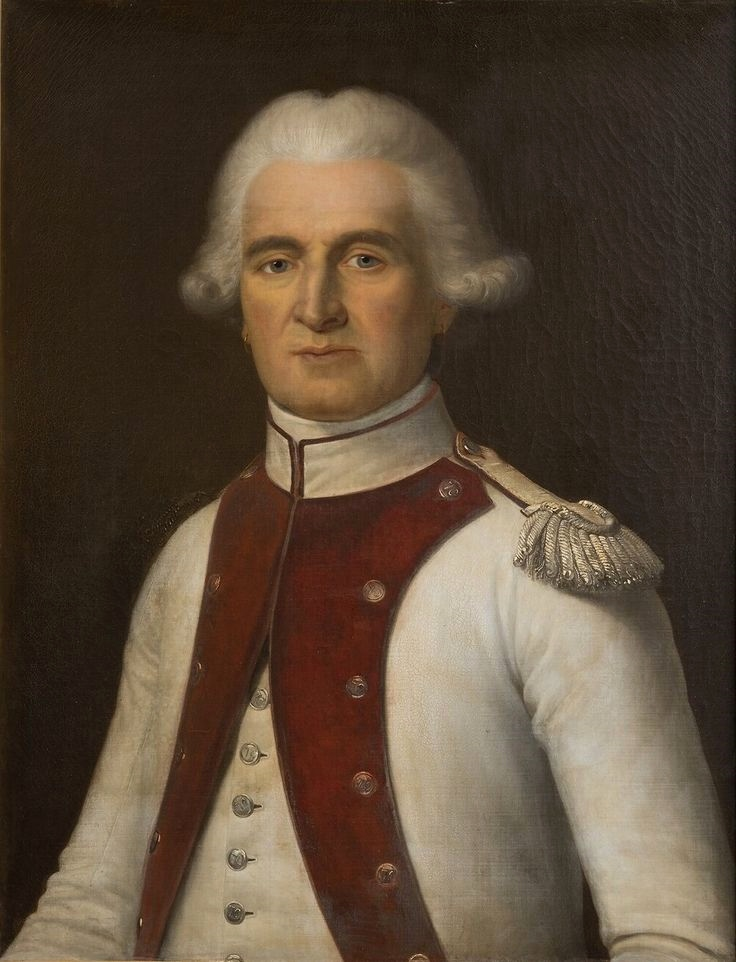
Jean Mathieu Philibert Sérurier, en uniforme de lieutenant du d’infanterie de ligne, par Frédéric Delanoe.

- 1er décembre 1745 : Marie Jacques, marquis de Bréhant
- 25 août 1749 : Joseph de Ravignan, marquis de Mesmes
- 1er décembre 1762 : Charles de Biotères, marquis de Chassincourt de Tilly
- 17 mai 1773 : Denis Jean, marquis de Mauroy
- 13 avril 1780 : Albert Paul de Mesmes, comte d’Avaux
- 27 avril 1788 : Innocent Adrien Maurice marquis de Roquefeuil
- 25 juillet 1791 : Hugues Alexandre Joseph Meunier
- 7 août 1792 : Jean Mathieu Philibert Sérurier, maréchal de France en 1804, † 21 décembre 1819

### Campagnes et batailles
- 1676-1679 : campagne en Roussillon contre les miquelets espagnols[5].
- 1684 : siège de Luxembourg[6].
- 1688 : siège de Philippsburg[6].
- 1689 : siège de Mayence[7].
- 1690 : siège de Suse[8].
- 1693 : bataille de La Marsaille[8].
- 1697 : siège de Barcelone[9].
- 1701 : bataille de Carpi puis de Chiari[10].
- 1702 : bataille de Crémone puis de Luzzara[11].
- 1703 : un bataillon est envoyé en Espagne et au Portugal où il fait campagne jusqu'en 1708[12].
- 1704 : siège de Verceil, d'Ivrée et de Verrua Savoia[13].
- 1705 : siège de Chivasso et bataille de Cassano[13].
- 1706 : bataille de Calcinato puis campagne de Turin : le régiment, isolé, doit se retrancher dans Crémone et Pizzighettone où il capitule en échange de son évacuation vers la France[14].
- 1707-1708 : retour en France, campagne en Provence et Dauphiné[14].
- 1709 : campagne sur le Rhin où il est rejoint par le bataillon venu d'Espagne, combat de Rumersheim[12].
- 1713 : siège de Landau puis de Fribourg[15].

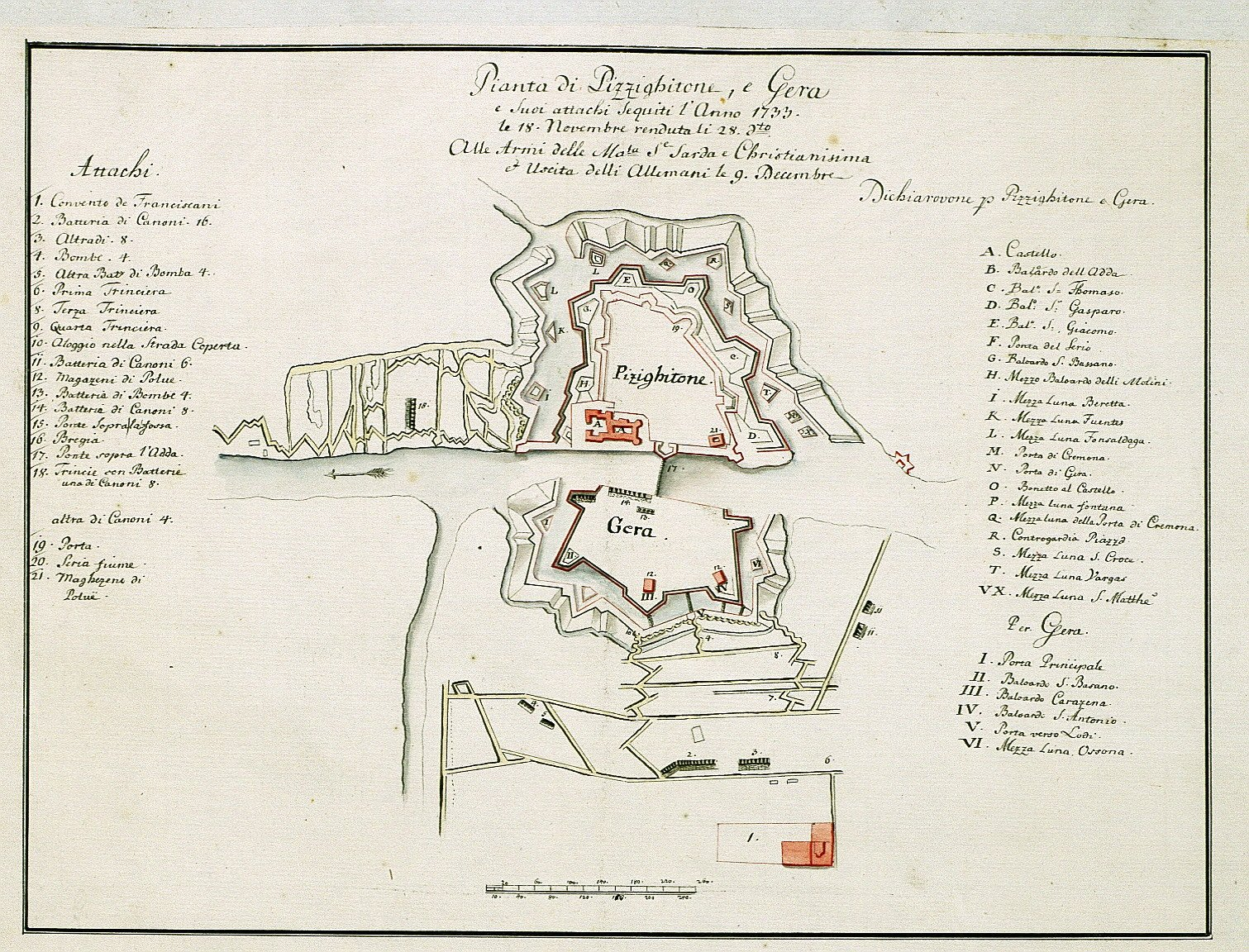
Plan de Pizzighettone assiégée par les Piémontais en 1733.

- 1714 : siège de Barcelone[16].

- 1733 : sièges de Gera d'Adda et de Pizzighettone[17].
- 1734 : bataille de San Pietro (Parme) et siège de Mirandola[18] ; le colonel Charles-Emmanuel de Crussol, gravement blessé à Parme, doit se retirer du service[4].
- 1735 : prise de Reggiolo[19].
- 1742-1742 : campagne de Prague ; le régiment, très éprouvé et assiégé dans Egra, doit se rendre en n'ayant plus que 100 hommes valides[20].
- 1744-1745 : le régiment est reconstitué à partir d'hommes échappés ou échangés[21].
- 1746 : siège d'Anvers puis de Namur[21].

Lors de la réorganisation des corps d'infanterie français de 1762, le régiment conserve ses deux bataillons et est affecté au service de la Marine et des Colonies et à la garde des ports dans le royaume.

L'ordonnance arrête également l'habillement et l'équipement du régiment comme suit : habit, veste et culotte, parements et collet blancs, revers verts, pattes ordinaires garnies de trois boutons, autant sur la manche, quatre au revers et quatre au-dessous : boutons blancs, avec le no 56. Chapeau bordé d'argent.
Les détachements du régiment qui avait été envoyés aux Antilles forment, le 18 août 1772, le régiment de la Martinique et le régiment de la Guadeloupe.
Le 1er bataillon du 70e régiment d’infanterie de ligne a fait les campagnes de 1792 et 1793 à l’armée d’Italie ; le 2e, de 1792 à 1795 à l’armée des Pyrénées-Orientales.
Plusieurs officiers des régiments de Médoc, de Cambrésis et de Roussillon, émigrés contre-révolutionnaires en Espagne, forment une compagnie de 500 à 600 volontaires nobles financée par le ministre espagnol Floridablanca ; cependant, la disgrâce de Floridablanca en 1792 les laisse sans ressources.

### Quartiers
- Nîmes[3]